# Lechria leucopeza
Lechria leucopeza är en tvåvingeart som beskrevs av De Meijere 1914. Lechria leucopeza ingår i släktet Lechria och familjen småharkrankar. Inga underarter finns listade i Catalogue of Life.